# 愛知県体育館

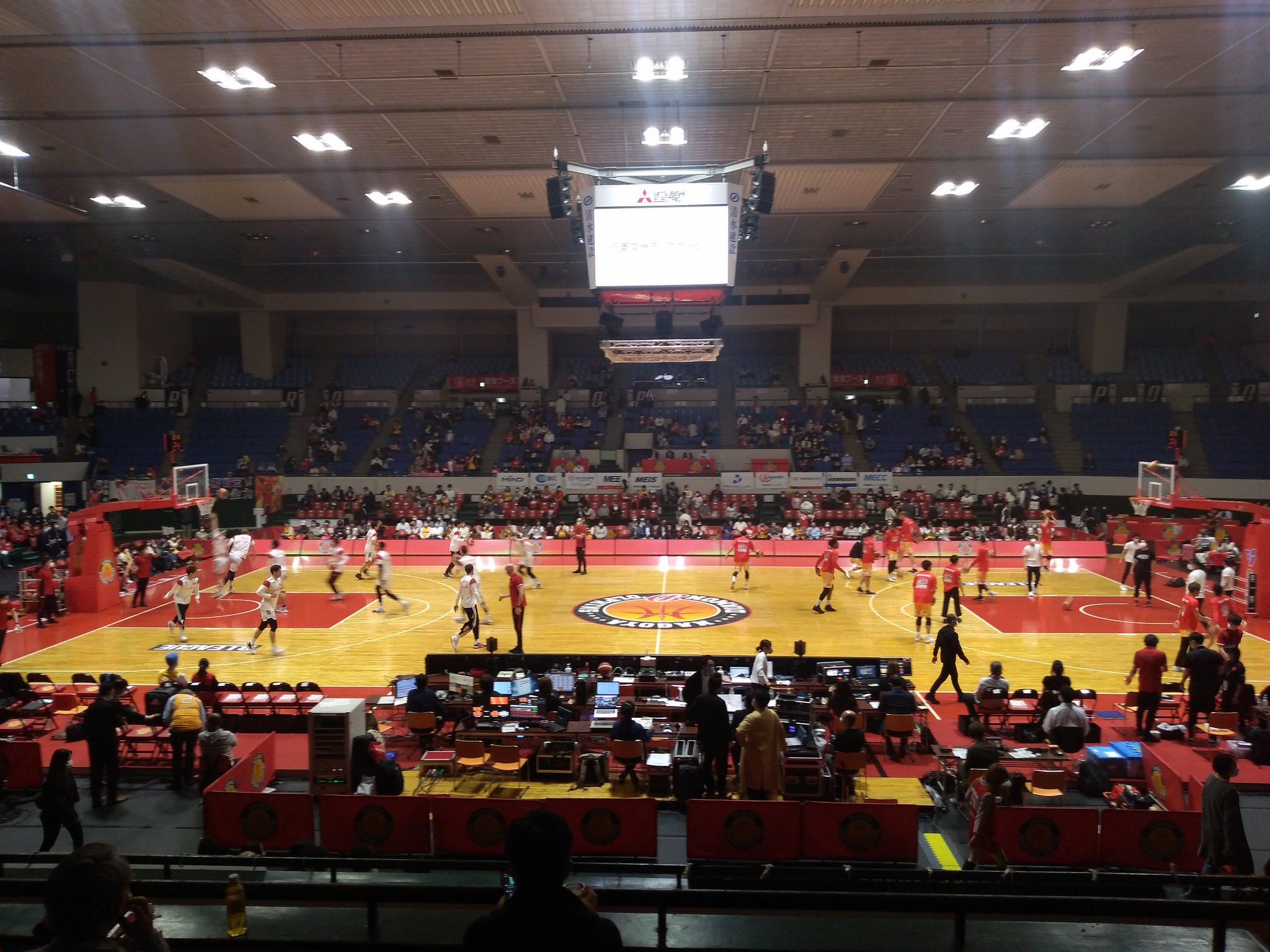
ダイアモンドビジョン（2022年）

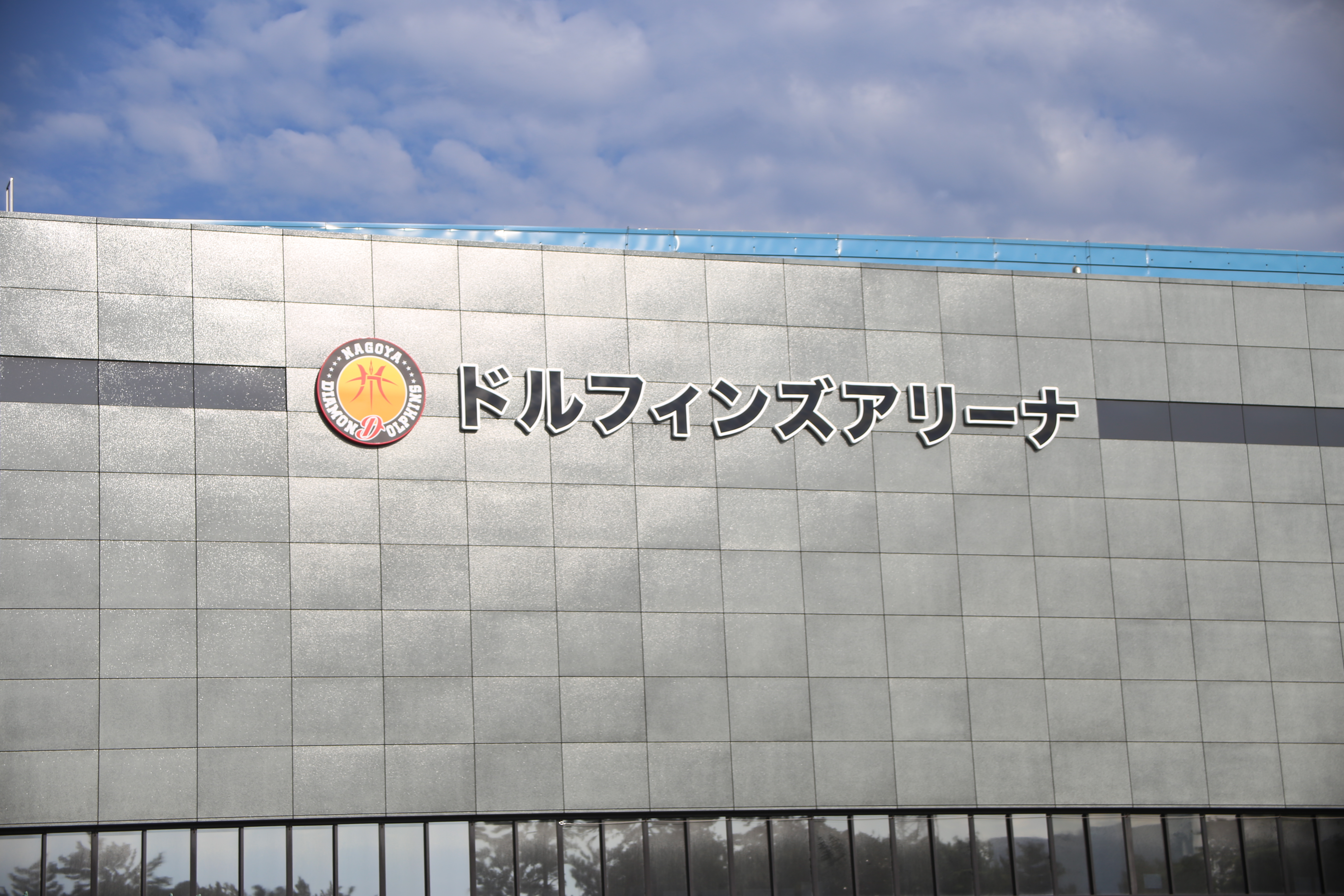
「ドルフィンズアリーナ」の表示（2018年9月）

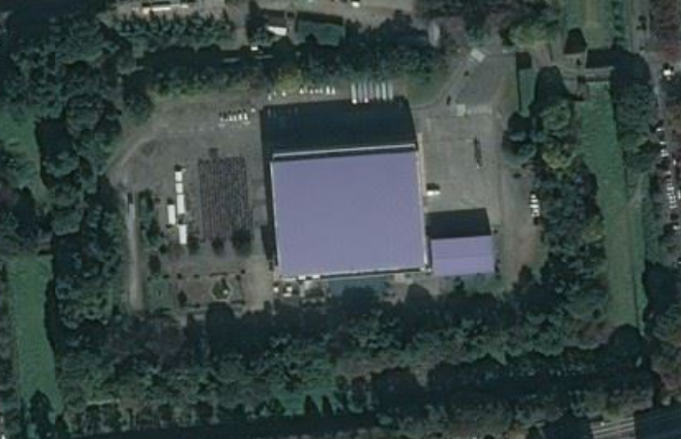
衛星図

愛知県体育館（あいちけん たいいくかん）は、愛知県名古屋市中区二の丸にある県立の総合体育施設。

## 概要
1964年（昭和39年）に名古屋城の旧二の丸御殿跡に開館した。B.LEAGUE・名古屋ダイヤモンドドルフィンズのホームアリーナでもあった。スコアボードは、オーロラビジョンを吊るしていた。
大相撲七月場所（名古屋場所）は、当体育館の完成により1965年（昭和40年）から開催場所が1958年（昭和33年）から1964年（昭和39年）まで開催されていた名古屋市金山体育館より移り、2020年を除き名古屋の夏の風物詩として親しまれてきた。相撲以外にもプロボクシング、プロレスリングの興行（試合）でも使われ、タイトルマッチが開催されただけでなく、バレーボールの国際親善大会も行われた。プロスポーツの興行としては2025年6月29日新日本プロレスが最後となった。
1971年（昭和46年）春には第31回世界卓球選手権大会の開催地となり、特にアメリカ合衆国と中華人民共和国の選手同士の交流をきっかけに、大会後にアメリカチームが中国に招待され、米中間の関係改善や日中間の国交正常化につながり、「ピンポン外交」と呼ばれた。愛知県体育館の西側の壁面にはタテ3メートル、ヨコ7メートルの「ピンポン外交」記念モニュメントの陶板が設置されている。
スポーツだけでなくイベント、更に大学の入学式などにも使用される。コンサートに使用されることもあるが、後に名古屋市総合体育館（日本ガイシホール）を使用する例が多くなり、現在では当館が使用されることは稀である。

## 施設命名権
2018年（平成30年）3月に、ネーミングライツパートナーが名古屋ダイヤモンドドルフィンズの運営会社である名古屋ダイヤモンドドルフィンズ株式会社に決定し、同年4月1日から「ドルフィンズアリーナ」の名称が使用されることとなった。期間は当初2021年（令和3年）3月31日までの3年間であったが、のちに再契約となり延長された。
なお、施設命名権の運用に当たって、大相撲名古屋場所を主催する日本相撲協会は、「ドルフィンズアリーナ（愛知県体育館）」のように命名権名称の後ろに括弧書きで正式名称を併記しているほか、新日本プロレスや読売新聞のスポーツ面は逆に「愛知県体育館（ドルフィンズアリーナ）」のように正式名称の後ろに括弧書きで命名権名称を表記している。大相撲名古屋場所を生中継する日本放送協会（NHK） は、取材・制作の基本姿勢を示した『NHK放送ガイドライン』において（施設）命名権に基づく名称について「企業名などを除いた施設名が定着している場合には、企業名などを除いた名称を使うこともある」としており、本場所の会場を「企業名などを除いた施設名が定着している場合」と見なし、正式名称の「愛知県体育館」のみを表記している一方、ドルフィンズのホームゲームを含むその他のスポーツ中継では「ドルフィンズアリーナ」の命名権による名称を使用している。
名古屋ダイヤモンドドルフィンズとの命名権契約は2025年6月30日をもって満了となった。

## 建物
1964年（昭和39年）9月に竣工。1966年（昭和41年）に第7回BCS賞（建築業協会賞）を受賞。
- 構造：RC造 地上3階地下1階建
- 延床面積：1万6143m2
- 敷地面積：3万7707m2
- 第一競技場：アリーナ面積 2,468m2（64m×40m）
- 第二競技場：アリーナ面積 704m2（32m×22m）

## 移転計画と閉館
建物自体の老朽化が以前から進んでいたこともあり、名古屋市が進める名古屋城の整備計画で、名古屋城の史跡として相応しくするため、かつてこの場所にあった旧二の丸御殿や馬場などの施設の復元・整備を推進することを目的として愛知県体育館の移転を検討していることが明らかになった。しかし移転候補地だった国家公務員宿舎跡地には、市内の大学法人の移転計画が持ち上がったため、白紙となった。
2017年（平成29年）6月、大村秀章愛知県知事はアジア競技大会を開催する2026年（令和8年）までに愛知県体育館を「国際競技大会を開催するにふさわしい、スケールアップした施設とすることが必要」として、増床新築移転することを決断。名城公園北園を移転有力候補地とし検討が進められた結果、愛知県体育館からから800メートル北の名城公園北園内の野球場跡地（名古屋市北区名城1丁目）に移転新築する基本計画を発表。新体育館（条例上の名称：愛知国際アリーナ）は2022年（令和4年）7月に着工し、開場時から命名権が導入され「IGアリーナ」として開場、2025年（令和7年）7月13日初日の大相撲令和7年7月場所がこけら落としとなった。2026年（令和8年）のアジア競技大会の会場になる予定。
IGアリーナ開業に併せて、愛知県体育館は2025年6月30日をもって一般利用を終了したが、翌7月1日以降はアジア競技大会準備のための施設利用制限等を踏まえ、行政財産の使用許可手続きに基づいてアマチュアスポーツ及び学校行事に限って暫定的に利用可能となっている。なお、2026年3月31日をもって暫定利用も終了する予定となっている。

## 出来事
- 1972年（昭和47年）12月3日 - 72年度中日カップ国際選抜体操競技大会2日目が開催されている最中、1階フロア西側に設置されていた7段の仮設スタンドが崩落。13人が打撲などのケガ[6]。

## アクセス
- 名古屋市営地下鉄名城線 名古屋城駅下車。
- 名古屋市営バス・名鉄バス（基幹バス）「市役所」バス停下車。
- 名鉄瀬戸線 東大手駅下車。

### WEB
1. 1 2 3 4 5  “BCS賞受賞作品”.   日本建設業連合会. 2014年11月18日閲覧。
2. ↑  “名古屋場所 観戦案内”.   日本相撲協会. 2018年7月25日閲覧。
3. ↑  “戦国炎舞 -KIZNA- Presents G1 CLIMAX 28”.   新日本プロレス. 2018年7月28日閲覧。
4. ↑  NHK放送ガイドライン2015 (PDF) . 日本放送協会, pp.21-23, 2018年7月24日閲覧。
5. ↑  Bリーグ「名古屋ダイヤモンドドルフィンズ」対「大阪エヴェッサ」 - NHK BS1、2019年11月16日、15:00 - 16:50放送分。インターネットアーカイブへのキャッシュ（オリジナル）。大相撲名古屋場所と異なり「ドルフィンズアリーナから中継」と記述。

### 新聞
1. ↑  “名古屋場所の愛知県体育館、国内有数の1万5千人規模に”.   朝日新聞. 2023年7月19日閲覧。
2. ↑  “杉山邦博の土俵を見つめて60年 〈第2話〉名古屋と大相撲の深いつながり”. 中日新聞+プラス. 中日新聞社. (2013年5月14日) 2016年10月2日閲覧。{{cite news}}:  CS1メンテナンス: 先頭の0を省略したymd形式の日付 (カテゴリ)
3. ↑  “愛知県体育館 ドルフィンズアリーナを愛称に Bリーグ名古屋Dが命名権”.   毎日新聞 (2018年3月27日). 2018年3月28日閲覧。
4. ↑  “愛知県体育館、移転新築 アジア大会までに、名城公園が有力”. CHUNICHI WEB. 中日新聞社. (2017年6月22日) 2017年7月6日閲覧。{{cite news}}:  CS1メンテナンス: 先頭の0を省略したymd形式の日付 (カテゴリ)
5. ↑  「名古屋場所、新会場でも滞りなく　アジア最大規模のＩＧアリーナ」『東京新聞』2025年7月18日。2025年8月9日閲覧。

### 文献
1. 1 2 3 4  “スポーツの力が世界を動かした 〜『ピンポン外交』発祥の地〜”.   愛知県. 2023年7月19日閲覧。
2. ↑  愛知県のネーミングライツ導入施設一覧
3. ↑  “愛知県体育館ネーミングライツ契約終了に伴う 「ドルフィンズアリーナ」の愛称使用の終了について”. 愛知県スポーツ局競技・施設課 (2025年5月30日). 2025年8月9日閲覧。
4. ↑  “２０２５年７月１日以降の愛知県体育館の予約について”. 愛知県体育館. 2025年8月9日閲覧。
5. ↑  “【知事会見】愛知県体育館の利用について”. 愛知県スポーツ局競技・施設課 (2024年11月11日). 2025年8月9日閲覧。
6. ↑  「仮設スタンド崩壊 名古屋の国際体操会場」 『朝日新聞』 1972年12月4日 23面